# Benediktenwand
Die Benediktenwand (schon um 1300 als montem sancti Benedicti erwähnt; umgangssprachlich Benewand) ist ein 1800 m ü. NHN hoher Bergrücken in den Bayerischen Voralpen zwischen den Flüssen Loisach und Isar sowie der Jachenau im Süden und dem Kloster Benediktbeuern im Norden, von dem sie auch ihren Namen hat.

## Geografie
Zur Benediktenwandgruppe gehören von West nach Ost die Gipfel Rabenkopf (1555 m), Glaswand (1496 m), Benediktenwand (1800 m), Hennenkopf (1613 m), Probstenwand (1589 m), Achselköpfe (1600–1710 m), Latschenkopf (1712 m), Hinterer Kirchstein (1667 m), Vorderer Kirchstein (1666 m) und Schrödelstein (1548 m). Östlich grenzt das Brauneck (1555 m) an die Gipfelgruppe. Direkt unter der Nordwand der Benediktenwand befindet sich die Tutzinger Hütte (1325 m).
Die Benediktenwand trägt auf ihrem Rücken den Westgipfel mit dem Gipfelkreuz und in 338,51 m Entfernung den Ostgipfel ohne wesentliche Markierung. Eine Höhenunterschiedsbestimmung durch ein Präzisionsnivellement mit Hin- und Rückweg im Herbst 2012 ergab, dass der Ostgipfel gut 13 cm höher ist als der Westgipfel. Nebenbei wurden die Höhen ermittelt: für den Westgipfel 1800,477 m ü. NHN und für den Ostgipfel 1800,612 m ü. NHN.
Der Gipfel der Benediktenwand ragte während der Würmeiszeit als Nunatak ca. 600 m aus dem Eisstrom des Walchensee- und Isargletschers (Nebenarme des Inntalgletschers) heraus.
Der Westgipfel ist Hauptdreiecksnetzpunkt der bayerischen Landesvermessung.

## Gipfelkreuz
Das erste Gipfelkreuz wurde 1877 errichtet. Vorausgegangen war ein Gelübde von vier Holzern (Holzfällern) im Oktober 1876, als Schneehöhen von zwei Metern ihre Jahresarbeit zunichtezumachen drohten. Sie würden bei baldiger Wetterbesserung am Jakobitag 1877 das weitum größte Bergkreuz aufstellen. Die Aufstellung wurde zu einer Gemeinschaftsarbeit mit den Bürgern der Feuerwehr und ist es – verstärkt durch den 1927 gegründeten Gebirgsunfalldienst (Bergwacht) – traditionell geblieben. In den Jahren 1897, 1919, 1930, 1958 und 2023 waren Erneuerungen erforderlich. Letztmalig waren rund 200 Helfer im Juli 2023 damit beschäftigt, die 600 kg und 300 kg schweren Holzteile des neuen Holzkreuzes auf den Gipfel zu schaffen. Inklusive der Beschläge waren 1200 kg auf den Berg zu befördern. Seit dem 16. Juli 2023 ziert das rund 10 Meter hohe und 4,80 Meter breite Kreuz den Gipfel der Benediktenwand.

## Besteigung
Der übliche Anstieg zur Benediktenwand von Benediktbeuern führt über die Tutzinger Hütte und den West- oder Ostweg zum Gipfel. Aus der Jachenau können ihre Gipfel über die Glaswandscharte oder über die Bichler Alm und den Altweibersteig erklommen werden. Vom Isarwinkel sind verschiedene Wege möglich, durch das Längental führt eine Route über die Probstalm, vom Brauneck ein Höhenweg über den Latschenkopf; das Brauneck ist von Lenggries auch mit der Seilbahn erreichbar.
Durch die weithin sichtbare Nordwand der Benediktenwand führen zahlreiche Kletterrouten vom II. bis zum VIII. Schwierigkeitsgrad. Auch durch die Südwand führen einige Kletterrouten.

## Steinwild
Seit September 1959 belebt die Nord- und Südflanken der Benediktenwand das Steinwild aus der Familie der Ziegen. Damals wurde erstmals von Bergwanderern ein zugewanderter, mächtiger Steinbock beobachtet und dem Forstamt Jachenau gemeldet. Nach der Zuführung von je zwei Böcken und zwei Geißen aus der Schweiz im Juni 1967 hat sich innerhalb von 30 Jahren eine Kolonie von mehr als 100 Tieren (1998) mit hohem Inzuchtgrad gebildet. Um Krankheiten und Nahrungsmangel vorzubeugen, wurden wiederholt einzelne zur Jagd freigegeben; angestrebt wird für die Steinwildkolonie eine Größe von rund 80 Tieren. Die Steinwildfamilie ist eine der fünf Populationen von Steinböcken in Deutschland. Sie bildet Gruppen, die aufgrund des regen Tourismus wenig Scheu gegenüber Menschen zeigen. Den Sommer verbringen die Tiere meist auf der schattigen Nordseite der Benediktenwand, den Winter eher auf der weniger verschneiten Südseite. Um die genetische Vielfalt zu erhöhen, wurden 2023 sieben Geißen und drei Böcke aus den Walliser Alpen an der Benediktenwand ausgesetzt.
Im Sommer 2004 wurde auf der Benediktenwand-Südseite an dem großen Felsen am Einstieg des „Altweibersteiges“ oberhalb der Bichler-Alm eine Bronzetafel eingeweiht. Auf der Tafel sind kurz die Geschichte der Steinwildkolonie dargestellt sowie die Förderer Alfons Goppel, August Moralt, Franz Burda und die langjährigen Betreuer Matthias Müller aus Jachenau und Josef Schmidt aus Benediktbeuern genannt. Der Entwurf der Tafel stammt von Josef Oswald, „ErbhoferSepp“ von Jachenau.

## Sagen
Einer von Johann Nepomuk Sepp beschriebenen Volkssage nach ruht die Benediktenwand „auf vier goldenen Säulen, und birgt im Innern unermeßliche Schätze.“ Der Sage nach verirrte sich ein Junge aus Wackersberg und entdeckte einen Gold sprudelnden Brunnen. Auch von der Probstenwand wird im Volksmund ähnliches erzählt: „Vor Alters sah man tief in der Probstenwand in einem Loch Goldzapfen herabhängen, und die Leute kamen bis von München herauf; man trifft noch am Boden glitzernde Steine.“

## Galerie

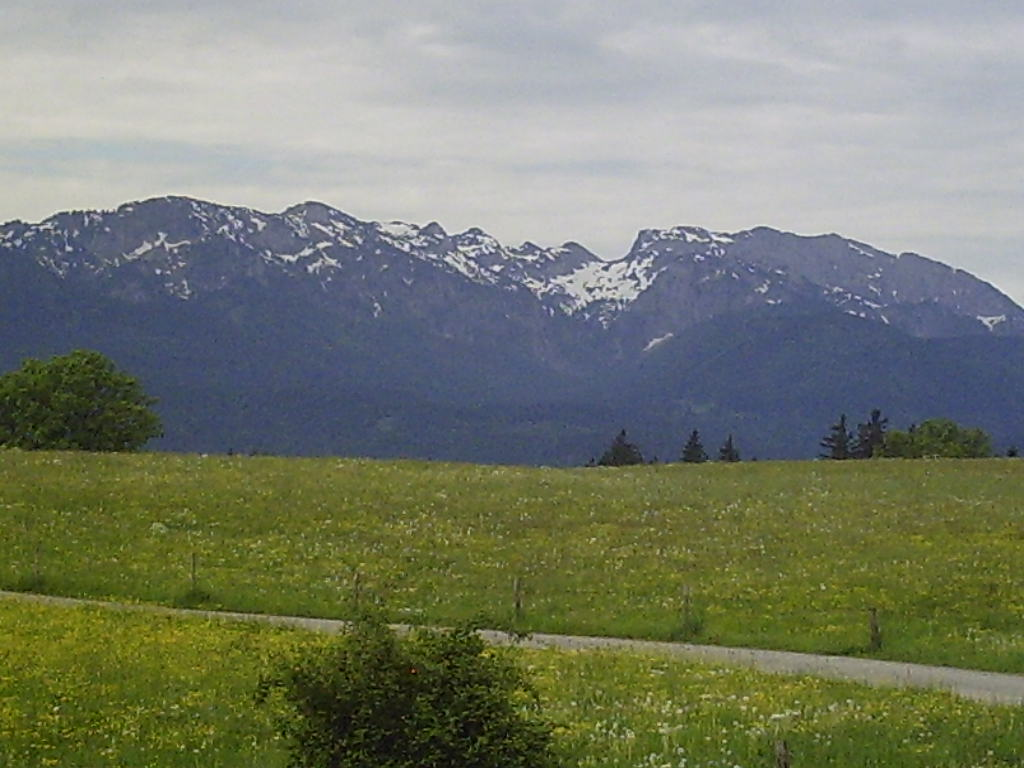
Die Benediktenwand von Gaißach aus
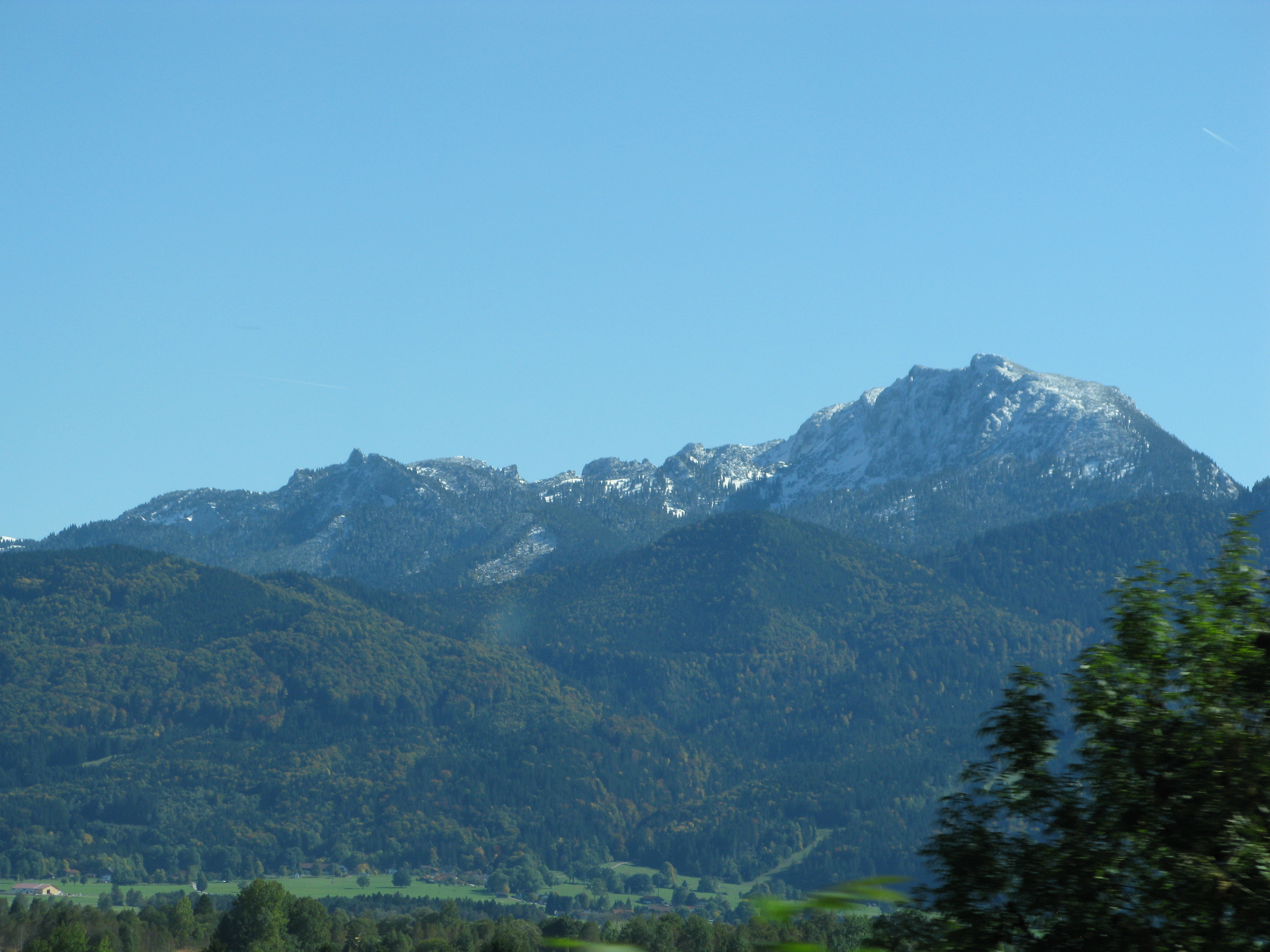
Die Benediktenwand von der Autobahn Richtung Garmisch aus (aufgenommen südlich von Penzberg)
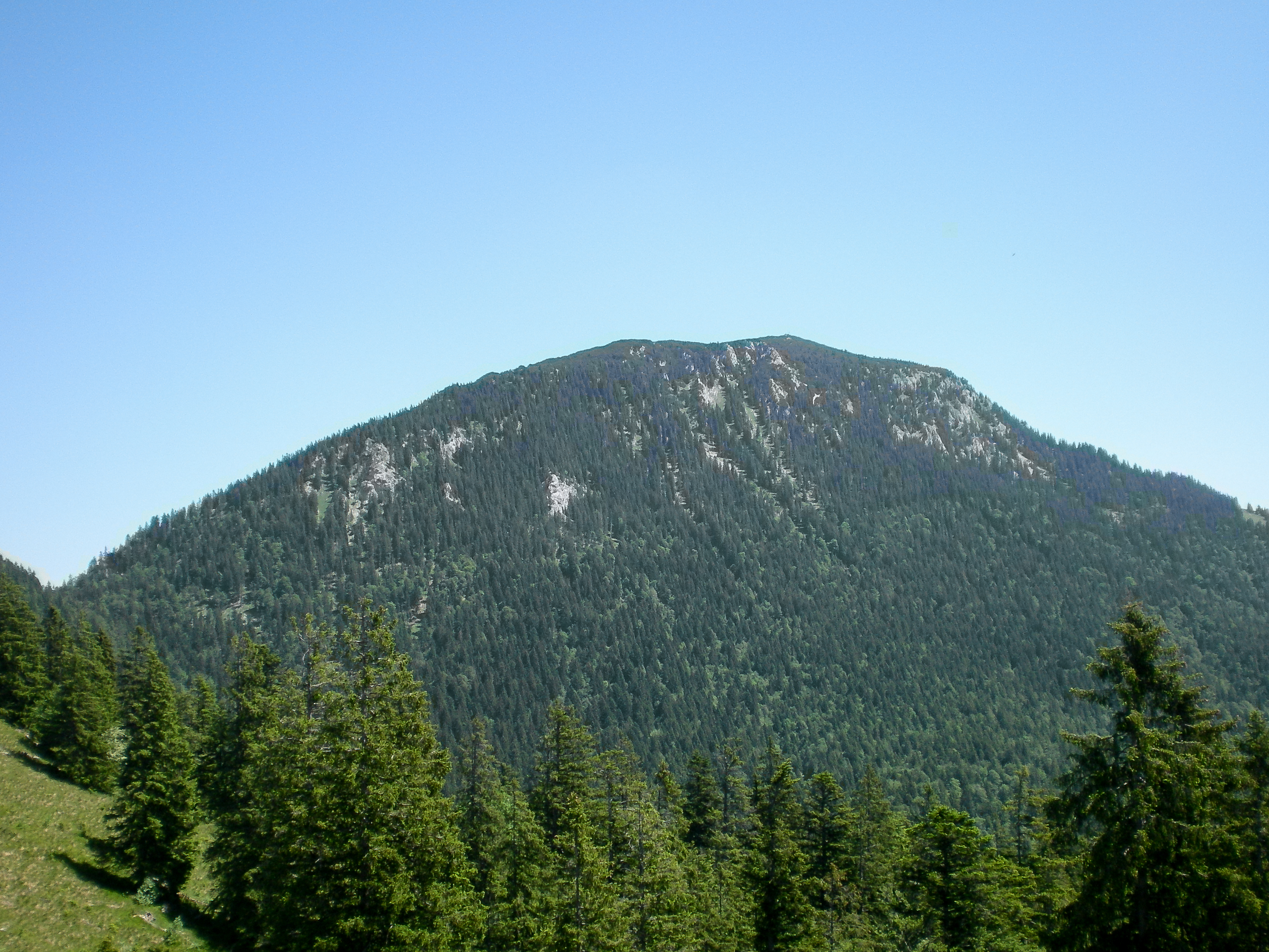
Westgrat und Südflanke der Benediktenwand von der Achalaalm aus
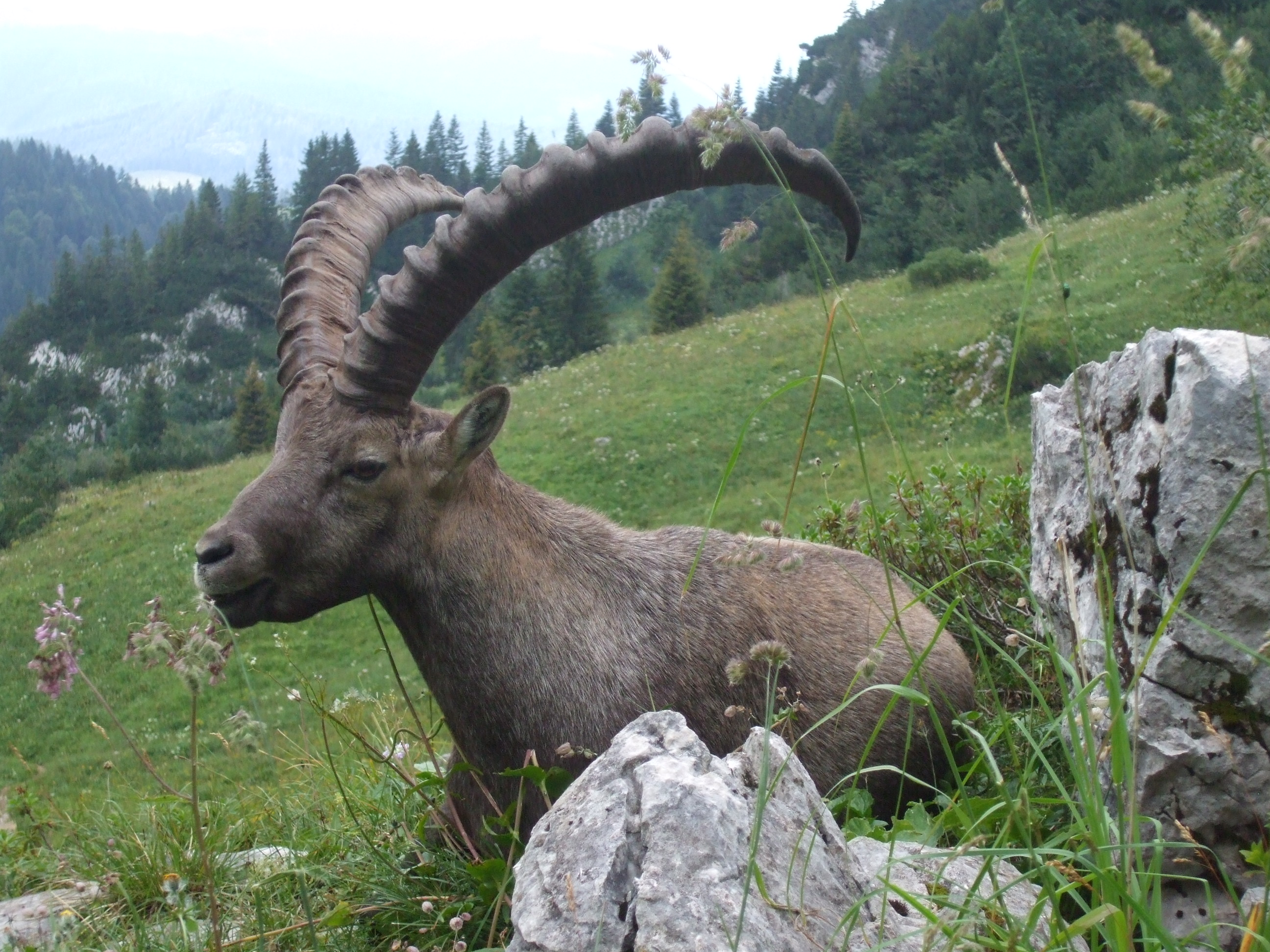
Steinbock im Gebiet der Benediktenwand
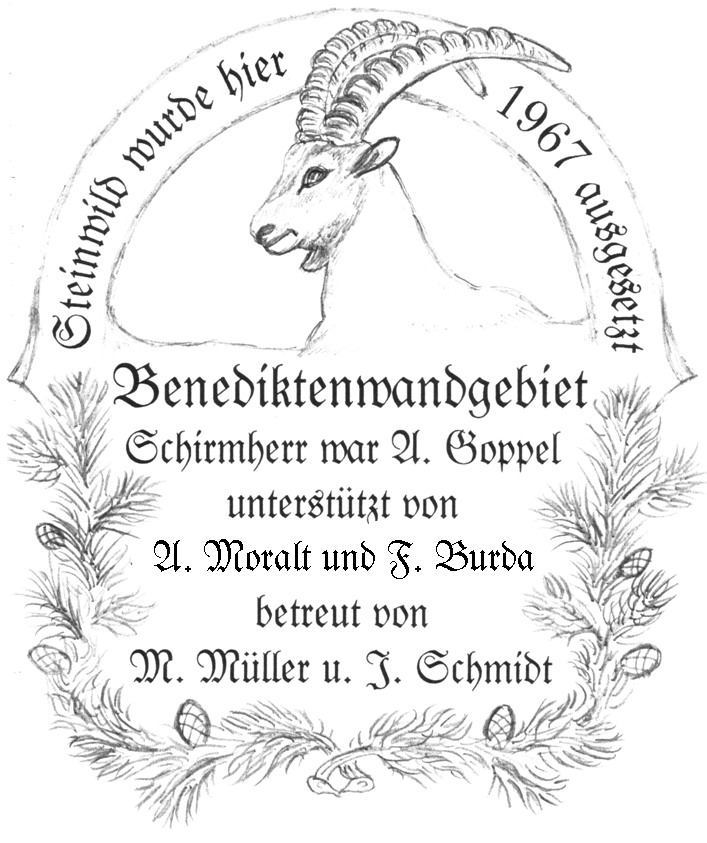
Entwurf der Bronzeplatte zur Geschichte der Steinwild-Familie an der Benediktenwand